# Carnevale di Decima
Il carnevale di Decima è una manifestazione che da oltre cento anni si svolge nel periodo di carnevale a San Matteo della Decima, frazione del comune di San Giovanni in Persiceto in provincia di Bologna.
Il carnevale di Decima, traendo spunto dal Carnevale Storico Persicetano, offre una sfilata di carri allegorici che si distingue per la presenza del cosiddetto "spillo", ovvero una trasformazione: ciascun carro si presenta agli occhi dello spettatore con un determinato assetto e dopo lo "spillo" esce dalla piazza completamente trasformato grazie ad ingegnose soluzioni sceniche. Lo spillo in genere è accompagnato da una scenetta e da una coreografia creata appositamente dai costruttori dei carri allegorici.
A rendere più chiaro il soggetto del carro e la trasformazione, ogni società prima della trasformazione recita una zirudella,  una caratteristica composizione dialettale in rima. 
Le società che sfilano al carnevale di Decima sono nove:
- Società Carnevalesca "Strumnè" (Strumnè)
- Società Carnevalesca "Macaria" (Macaria)
- Società Carnevalesca "Pundgàz" (Pundgàz)
- Società Carnevalesca "Qui dal '65" (Qui dal '65)
- Società Carnevalesca "Volponi" (Volponi)
- Società Carnevalesca "Gallinacci" (Gallinacci)
- Società Carnevalesca "Cino" (Cino)
- Società Carnevalesca "Mambroc" (Mambroc)
- Società Carnevalesca "Sandron" (Sandron)